# Sergei Nikitowitsch Mergeljan

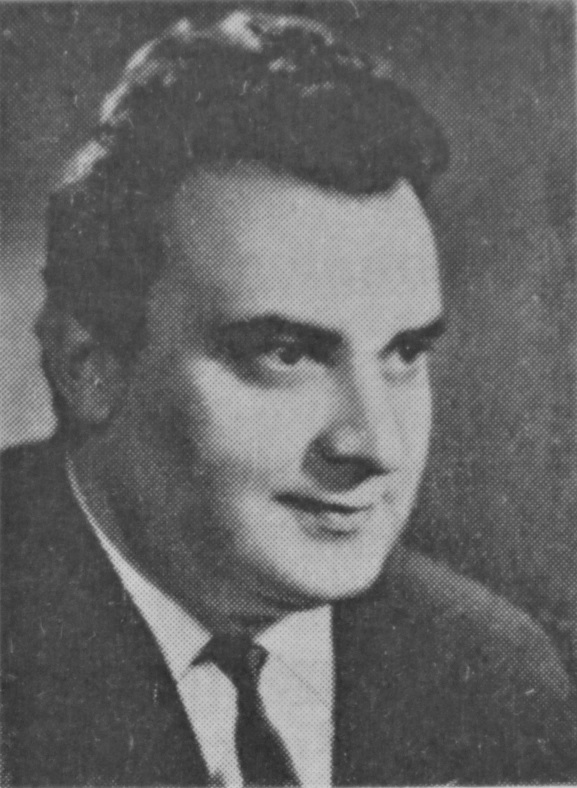
Sergey Mergelyan (1981)

Sergei Nikitowitsch Mergeljan (armenisch Սերգեյ Մերգելյան, russisch Сергей Никитович Мергеля́н; * 19. Mai 1928 in Simferopol; † 20. August 2008 in Los Angeles) war ein sowjetisch-armenischer Mathematiker.

## Leben
Mergeljan war Sohn der armenischen Familie Mergelow. Er studierte Mathematik an der Universität Jerewan mit Abschluss 1947. Er arbeitete an dieser Universität seit 1945 bis 1957. Im Alter von 20 Jahren legte er 1949 dem Steklow-Institut für Mathematik seine von M. W. Keldysch und A. L. Schahinjan betreute Kandidat-Dissertation vor, mit der er sogleich zum Doktor der Physikalisch-Mathematischen Wissenschaften promoviert wurde. Damit war er der jüngste Doktor der Wissenschaften in der Geschichte der Sowjetunion. 1953 wurde er Korrespondierendes Mitglied der Akademie der Wissenschaften der UdSSR (AN-SSSR) (die 1991 die Russische Akademie der Wissenschaften (RAN) wurde) und war damit das jüngste Akademiemitglied in der Sowjetunion. 1951 stellte er in der Funktionentheorie einen heute als Satz von Mergeljan bekannten Approximationssatz auf. Einige Jahre später löste er das Sergei-Natanowitsch-Bernstein-Approximationsproblem. 1954 ging er nach Moskau, wobei er seinen bisherigen Familiennamen Mergelow in die armenische Form Mergeljan änderte. Er arbeitete an der Lomonossow-Universität Moskau zunächst bis 1958.
1956 gründete Andronik Iossifjan mit Mergeljan in Jerewan das Institut für Mathematische Maschinen mit Rechenzentrum der Armenischen Akademie der Wissenschaften (AN-ArmSSR), dessen erster Direktor Mergeljan wurde (bis 1960) und das jetzt als Mergeljan-Institut bekannt ist. Im gleichen Jahr wurde Mergeljan Vollmitglied der AN-ArmSSR, die 1993 die Armenische Nationale Akademie der Wissenschaften wurde.
1964 bis 1968 lehrte Mergeljan erneut an der Lomonossow-Universität Moskau. Anschließend gründete er im Steklow-Institut für Mathematik die Abteilung für komplexe Analysis und leitete sie. Gleichzeitig war er Stellvertretender Akademiesekretär der Abteilung Mathematik der AN-SSSR. 1971 bis 1974 war Mergeljan Vizepräsident der AN-ArmSSR.
Mergeljan war Abgeordneter im Obersten Sowjet der Armenischen SSR während der 5. und 8. Tagung. 1955 unterschrieb er den Brief der Dreihundert kritischer Wissenschaftler der Sowjetunion an das Politbüro der Kommunistischen Partei der Sowjetunion gegen den Lyssenkoismus. Indira Gandhi war mit Mergeljan befreundet seit den 1950er Jahren und besuchte ihn 1978 nach ihrem Staatsbesuch in Moskau.
1982 bis 1986 war Mergeljan Rektor des Pedinstituts Kirowakan, aus dem die Staatliche Universität Arzach der Republik Bergkarabach hervorging.

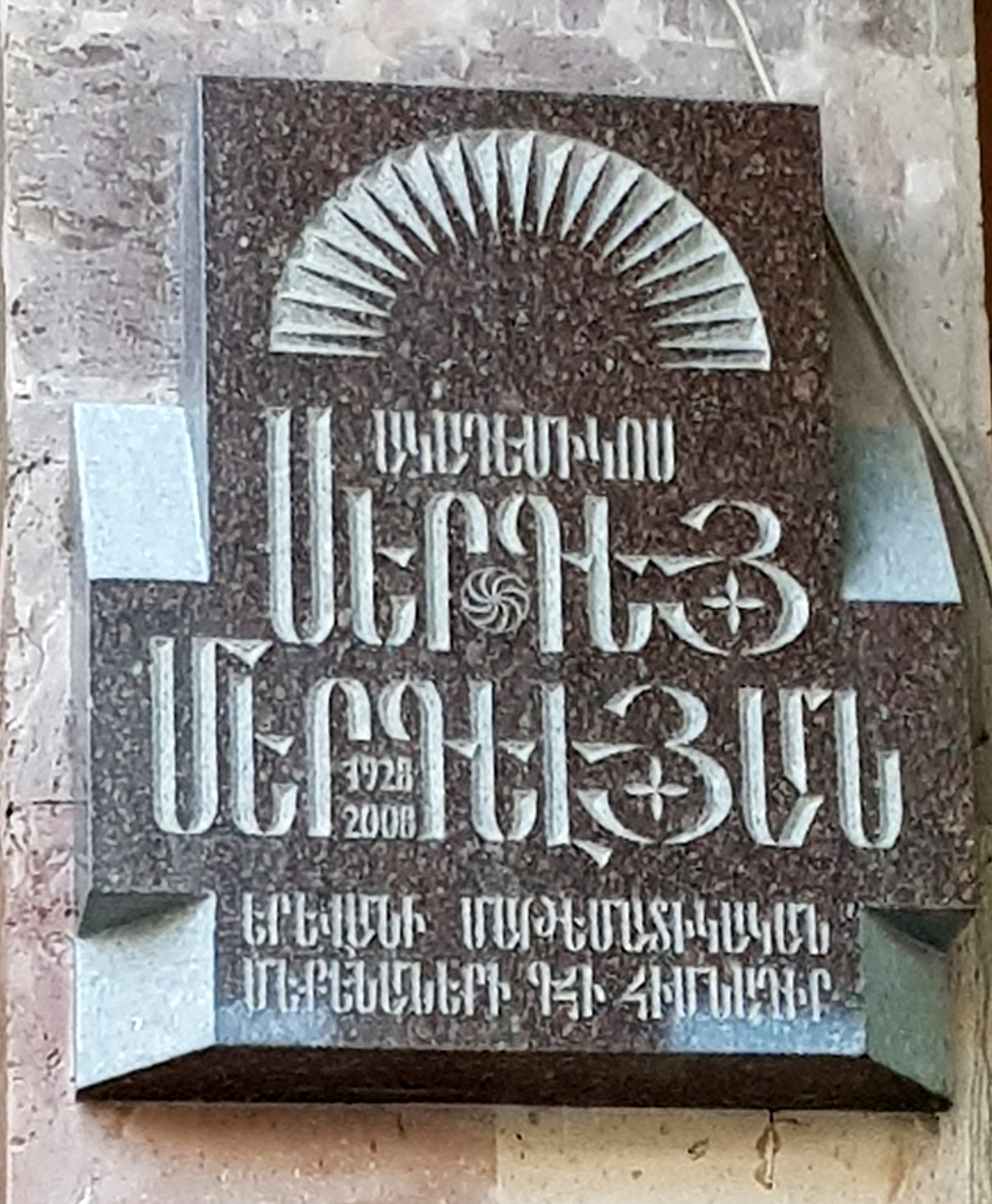
Gedenktafel in Eriwan zu Ehren von Sergei Mergeljan

1990 ging Mergeljan als Dozent an die Cornell University. 1993 kehrte er nach Moskau zurück. 1996 wanderte er endgültig in die USA aus und lebte in Los Angeles bei der Familie seines Sohnes. Dort wurde ihm zu seinem 80. Geburtstag im Auftrage des armenischen Präsidenten der Orden des Heiligen Mesrop Maschtoz vom armenischen Generalkonsul überreicht. Auf seinen Wunsch wurde seine Asche auf dem Moskauer Nowodewitschi-Friedhof neben seiner Mutter und seiner Frau beigesetzt.
Mergeljans wissenschaftliche Arbeit lieferte bedeutende Beiträge zur Theorie der Funktionen komplexer Variabler, zur Approximationstheorie einschließlich der Theorie der punktweisen Approximation durch Polynome und zur Theorie der Potentialfunktionen und harmonischen Funktionen.

## Ehrungen
- Orden des Roten Banners der Arbeit
- Stalinpreis (1952)
- Orden des Heiligen Mesrop Maschtoz (2008)